# Klucana salata
Klucana salata je salata koja se priprema od pečene paprike.

## Istorija
Priprema i receptura za ovu salatu prenosi se tradicionalno, sa kolena na koleno. Ovo jelo spada u tradicionalna jela istočne Srbije i Zaječarskog okruga. Njegov jedinstven način pripreme i specifičan ukus omiljeni su u ovom delu Srbije.
U vreme jeseni u „sezoni pečenja paprika“ nastala je salata koja je služila kao užina meštanima prilikom svakodnevnog odlaska na njivu i u vinograde. Zbog svog jedinstvenog sastava punog vitamina ima veoma korisno dejstvo na organizam, tako da daje snagu i „okrepljuje“ one koji su morali da rade celoga dana. Pripremale su je žene dan pre ili par sati pre samog polaska na njivu.
Naziv je dobila po tehnici spremanja, jer se u avanu sitno nasečena paprika gnječi tučkom odnosno „kluca“ zajedno sa belim lukom. Retko zastupljena, može se naći u pojedinim domaćinstvima istočne Srbije gde je i sačuvala tradiciju i veštinu spremanja.
Priprema se tako što se paprika ispeče i stavi da se ohladi, kako bi se lakše oljuštila. Zatim se sitno isecka i doda sitno sečen beli luk i tučkom se gnječi u avanu. Nakon toga, iseče se paradajz preko, a zatim doda peršun, ulje, biber, so i ostali začini po želji.
Priprema i upotreba ovog jela deo je tradicionalnih zanatskih znanja i veština ali društvenih običaja, rituala i svečanih događaja, u mestima u istočnoj Srbiji, okolini Knjaževca i Zaječara.
Može se naći na trpezama domaćinstava ruralnog područja i u turističkim (etno) gazdinstvima u istočnoj Srbiji.

## Spoljašnje veze
- Klucana salata